# Posłowice

Dzielnice i osiedla Kielc, Posłowice mają na mapie nr 46

Posłowice – południowo-zachodnia część Kielc. Do 1979 roku Posłowice były odrębną wsią, należącą do gminy Sitkówka-Nowiny. Dzielnica ma charakter mieszkalny. Dojazdy komunikacji miejskiej zapewniają autobusy linii nr 2.
Granice Posłowic w przybliżeniu:
- od wschodu ulica Nastole
- od zachodu ulice Charsznicka, Zagrabowicka, Trzuskawicka
- od północy Pasmo Posłowickie
- od południa kamieniołom w Trzuskawicy.

## Kościoły i związki wyznaniowe
- Parafia Rzymskokatolicka św. Izydora w Posłowicach[5]